# Миранда (город)
Миранда (итал. Miranda) — коммуна в Италии, располагается в регионе Молизе, в провинции Изерния.
Население составляет 1080 человек (2008 г.), плотность населения составляет 49 чел./км². Занимает площадь 22 км². Почтовый индекс — 86080. Телефонный код — 0865.
Покровителем населённого пункта считается святой Sant’Antonio di Padova.

## Демография
Динамика населения:

## Администрация коммуны
- Официальный сайт: http://www.comune.miranda.is.it/